# Desertec

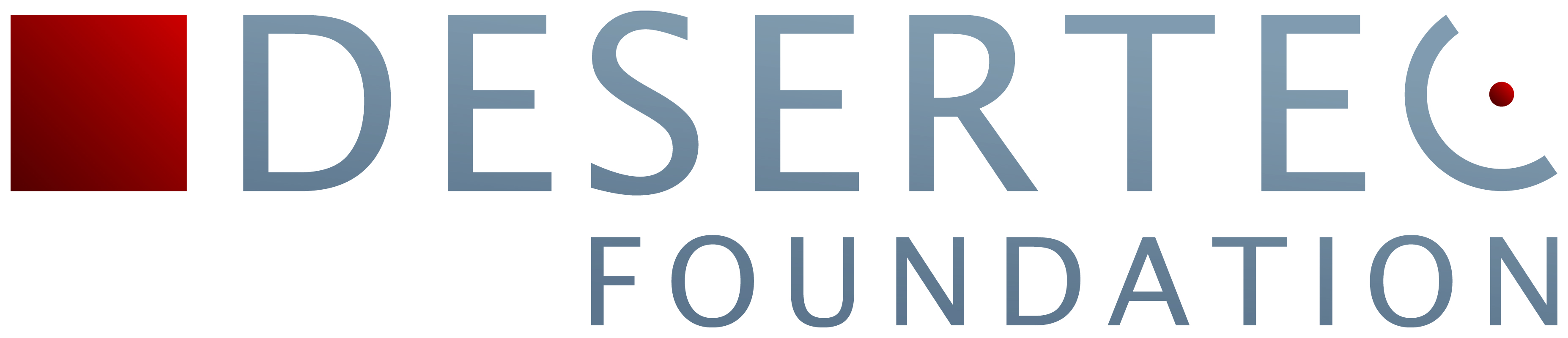
Logo của Quỹ DESERTEC

Desertec là một dự án năng lượng mặt trời quy mô lớn ở Bắc Phi của tổ chức cùng tên Desertec. Nó được tiến hành bởi những tổ chức đỡ đầu Câu lạc bộ Rôm và Tổ chức Hợp tác Năng lượng tái tạo liên Địa Trung Hải - Trans-Mediterranean Renewable Energy Cooperation. Dự án chính thức đưa ra bởi 12 công ty châu Âu vào ngày 13 tháng 07 năm 2009 ở Munich, Đức.

## Mô tả
Theo đề xuất, các hệ thống tập trung năng lượng mặt trời sẽ được đặt trên 17.000 km vuông (6.500 dặm vuông) ở Sa mạc Sahara. Điện năng tạo ra được truyền tới châu Âu và một số nước châu Phi bằng một hệ mạng lưới các cáp điện một chiều cao thế. Hệ thống này sẽ cung cấp cho châu Âu 15% lượng điện cần dùng. Tới năm 2050, vốn đầu tư vào các nhà máy điện và đường truyền tải này sẽ đạt 400 tỷ Euro. Kế hoạch cụ thể bao gồm những yêu cầu kỹ thuật và tài chính sẽ được triển khai trước năm 2012.

## Nhóm các nhà tài trợ
Dự án được phát triển bởi một nhóm các công ty châu Âu đứng đầu là Munich Re. Nhóm này gồm Deutsche Bank, Siemens, ABB, E.ON, RWE, Munich Re, Abengoa Solar, Cevital, HSH Nordbank, M & W Zander Holding, MAN Solar Millennium, và Schott Solar. Công ty thực hiện dự án sẽ được thành lập theo luật Đức.

## Lợi ích
Năng lượng mặt trời chiếu xuống các sa mạc trên thế giới trong 06 giờ nhiều hơn năng lượng thế giới tiêu dùng cả năm và sa mạc Sahara là nơi hoang vu và gần với châu Âu. Những người ủng hộ nói rằng dự án sẽ bảo đảm châu Âu "ở tuyến đầu trong cuộc chiến trong thay đổi khí hậu và giúp Bắc Phi và các nền kinh tế châu Âu phát triển mặc cho những giới hạn về khí thải gây hiệu ứng nhà kính". Các quan chức của Desertec nói dự án có thể cung cấp mỗi ngày 15% lượng điện châu Âu. Theo báo cáo của tổ chức Wuppertal Institute for Climate, Environment and Energy và câu lạc bộ Rôm, dự án có thể tạo ra 240.000 việc làm ở Đức và sinh ra lượng điện trị giá 2 ngàn tỷ Euro đến năm 2050.

## Những sự chỉ trích
Những nhà máy điện mặt trời và các đường truyền tải điện có thể trở thành mục tiêu của các cuộc tấn công khủng bố. Một số chuyên gia lo ngại rằng việc tạo ra lượng điện lớn cho châu Âu từ châu Phi sẽ gây nên dự phụ thuộc vào các nước Bắc Phi, nơi còn tham nhũng và thiếu hợp tác biên giới. Desertec cần có sự hợp tác kinh tế và chính trị chặt chẽ giữa Algérie và Maroc. Sự hợp tác này có nhiều rủi ro vì biên giới giữa hai nước này vẫn đóng chặt bởi bất đồng về khu vực Tây Sahara. Một lo ngại nữa là việc nhu cầu nước của nhà máy điện để làm sạch các gương cầu và cho quạt làm mát sẽ ảnh hưởng đến cư dân trong vùng.
Quan ngại khác là dự án vốn cần sự hợp tác ở mực độ rộng rãi giữa châu Âu và các nước Bắc Phi có thể bị chậm trễ vì các vấn đề ngoại giao và quan liêu và các yếu tố khác như bảo vệ tài sản, tôn trọng giấy phép và tham nhũng.